# عسل وبرسيم
العسل والبرسيم (باليابانية: ハチミツとクローバー، بالروماجي: Hachimitsu to Kurōbā) هي سلسلة مانغا يابانية من تأليف ورسم تشيكا أومينو. نشرت من قبل شوئيشا، وصدر منذ عام 2000 حتى عام 2006. اقتبست المانغا إلى مسلسل أنمي تلفزيوني في عام 2005. واقتبست إلى فيلم عرض في عام 2006. واقتبس إلى مسلسل تلفزيوني في عام 2008.

## القصة
تتحدث القصة عن ثلاث شبان تجمعهم الصداقة ويعيشون بسكن الجامعة وهم (تاكيموتيو – موريتا- ماياما)
«هاغومي» فتاه انتقلت تواً لطوكيو وانضمت لكلية الفنون. هي رسامه موهوبه لكنها فتاه خجولة للغايه. في أحد أيام نيسان «تاكيموتيو» هو متخصص بالهندسة المعمارية في السنة الثانية، واجه «هاغومي» بالقرب من البركة داخل حرم الجامعة وعلى الفور وقع في حبها
وتبين انها ابنة عم مساعد البروفيسور «هاناموتو»
وبعد أيام قليلة تستضيف كلية «تاكيموتيو» مسابقة المعرض الفني
اللوحة الفائزة في المسابقة كانت قطعة فنية من عمل «هاغومي»
صديق «تاكيموتيو» وهو «موريتا» مختص بـ فن النحت ولقد كان يفوز في المسابقة كل سنة.
وهناك أيضا «يامادا» التي هي معجبة بزميلها «ماياما» (صديقهم الثالث)
لكن «ماياما» واقع بحب «ريكا هارادا» وهي مصممة يعمل لديها وهي تكبره بالعمر..

## وصلات خارجية
- عسل وبرسيم على موقع ألو سيني (الفرنسية)
- عسل وبرسيم على موقع ANN anime (الإنجليزية)
- عسل وبرسيم على موقع ANN manga (الإنجليزية)